# گوموردولو (جیحان)
گوموردولو (به ترکی استانبولی: Gümürdülü) یک منطقهٔ مسکونی در ترکیه است که در جیحان واقع شده‌است.